# Sammetsvide
Sammetsvide (Salix dasyclados) är en videväxtart som beskrevs av Wimmer. Sammetsvide ingår i släktet viden, och familjen videväxter. Inga underarter finns listade i Catalogue of Life.